# Singleton (Lancashire)
Singleton is een civil parish in het bestuurlijke gebied Fylde, in het Engelse graafschap Lancashire met 889 inwoners.